# Leonardo Ghiraldini
Leonardo Ghiraldini (Padova, 26 dicembre 1984) è un ex rugbista a 15 italiano, in carriera tallonatore due volte campione d’Italia con Calvisano e Benetton e campione di Francia con Tolosa, ora dirigente sportivo e manager aziendale. Selezionato in tre occasioni nei Barbarians, dal 2006 al 2020 è stato 107 volte internazionale per l'Italia, 17 da capitano, con cui ha preso parte a quattro edizioni della Coppa del Mondo di rugby. Riconosciuto come uno dei giocatori più forti nel panorama internazionale nel suo ruolo.

## Biografia
Nativo di Padova, Ghiraldini crebbe nel cittadino club del Petrarca, in cui compì la trafila fino all'esordio in prima squadra, avvenuto nel 2003.
Nelle due stagioni di campionato in maglia bianconera Ghiraldini fu convocato per la Nazionale Under-21 e per quella a VII, con le quali prese parte ai tornei di categoria.
Passato al Calvisano nel 2005 ricevette anche la convocazione di Pierre Berbizier per la Nazionale maggiore.
L'esordio ufficiale avvenne l'11 giugno 2006 nel test match di Tokyo contro il Giappone, vinto dagli azzurri per 52-6.
Inserito nella rosa azzurra alla Coppa del Mondo di rugby 2007 in Francia, Ghiraldini scese in campo solo contro il Portogallo.
Il nuovo C.T. Nick Mallett, subentrato a Berbizier, confermò Ghiraldini e lo impiegò in pianta stabile nel Sei Nazioni 2008, oltreché nel successivo tour estivo in Sudafrica e Argentina, in cui Ghiraldini fu capitano.
Nel campionato 2007-08 giunse il titolo di campione d'Italia con il Calvisano.
Dopo aver vinto uno scudetto da Capitano (Man of the match nella finale giocata contro la Benetton Treviso nel 2008), il club lombardo rinuncia alla massima serie per problemi economici, e la conseguente retrocessione in A2, Ghiraldini fu svincolato e acquistato dal Benetton per il campionato 2009-10.
Dopo l'infortunio di Sergio Parisse nel corso dei test match internazionali di autunno 2009, Ghiraldini prese il suo posto come capitano dell'Italia durante il Sei Nazioni 2010.
Convocato per la Coppa del Mondo di rugby 2011 in Nuova Zelanda, fu schierato nell'incontro di apertura degli azzurri contro l'Australia, in quello contro gli Stati Uniti e nell'ultimo match giocato con l'Irlanda. 
Rimasto in seguito punto fermo della nuova Nazionale sotto il C.T. Jacques Brunel, disputò a livello di club con Treviso il nuovo torneo celtico, il Pro12, fino al 2014, anno in cui si trasferì in Premiership nelle file del Leicester. Con il club inglese raggiunse le semifinali, rispettivamente della Premiership e della Champions Cup, senza però riuscire ad alzare un trofeo.
Brunel lo convocò in seguito per la Coppa del Mondo di rugby 2015, la sua terza consecutiva, che giocò da Capitano.
Nel 2016 passò al Tolosa con cui si laureò campione di Francia nel 2019, anche se dovette saltare tutta la parte finale del campionato a causa di un infortunio al legamento crociato del ginocchio destro occorsogli durante il Sei Nazioni a Roma proprio contro la Francia.
Alla fine della stagione , in scadenza di contratto con il Tolosa, decise di dedicarsi al recupero dell'infortunio puntando alla Rugby World Cup in Giappone, che si sarebbe giocata pochi mesi dopo. Bruciò le tappe, recuperando in tempo per essere convocato per la sua quarta coppa del mondo nella quale tuttavia non ebbe modo di giocare: dopo tre incontri in cui non fu schierato, World Rugby annullò il match contro la Nuova Zelanda per rischio atmosferico.
A febbraio 2020 diventa ufficialmente un giocatore dell’Union Bordeaux Bègles, militando tra le file del club fino al termine della stagione sportiva.
Nel gennaio 2021 annuncia il ritiro dal rugby internazionale all'età di 36 anni con all'attivo 107 cap in Azzurro di cui 17 da capitano. Con la Nazionale di rugby a sette giocó il famoso torneo Hong Kong Sevens.
Ghiraldini è laureato in Economia e ha seguito un MBA in Diritto e Management dello sport. 
Membro dell’International Rugby Player Association, siede nell’antidoping advisory committee di World Rugby e si occupa a livello professionale di consulenza strategica aziendale. E' Board Member della Federazione Italiana Rugby dal settembre 2024, oltre che membro del Direttivo della PRO Rugby DAC.  

## Palmarès
- Campionati francesi: 1
Tolosa: 2018-19
- Campionati italiani: 2
Benetton Treviso: 2009-10
Calvisano: 2007-08
- Coppe Italia: 1
Benetton Treviso: 2009-10
- Supercoppe d'Italia: 1
Benetton Treviso: 2009